# Governance clinica
Per governance clinica s'intende l'organizzazione e lo svolgimento dell'attività di una struttura sanitaria, finalizzati alla responsabilizzazione ed alla partecipazione, nelle scelte strategiche e di gestione, di tutti i soggetti coinvolti nell'erogazione dei servizi sanitari in un dato sistema sanitario.
Il concetto divenne importante nella sanità dopo lo scandalo della cardiologia di Bristol del 1995, quando un anestesista, il dottor Stephen Bolsin, rese pubblico l'elevato tasso di mortalità nella chirurgia pediatrica presso il Bristol Royal Infirmary.

## Descrizione
La definizione di Clinical Governance per la prima volta proposta è quella di G. Scally e L.J. Donaldson comparsa nel 1998 sulla rivista scientifica British Medical Journal: «La Clinical Governance è un sistema attraverso cui le organizzazioni sanitarie sono responsabili del continuo miglioramento della qualità dei loro servizi e della salvaguardia di elevati standard di assistenza attraverso la creazione di un ambiente in cui possa svilupparsi l'eccellenza dell'assistenza sanitaria».
Il significato concettuale è l'utilizzo di una maniera di gestione in ambito sanitario basato su un nuovo modello di come fare le cose (nuove logiche operative): è quindi un nuovo modo di gestire e governare le attività che poggia su quattro aspetti fondamentali: la responsabilità, la trasparenza, il coinvolgimento e la partecipazione, l'etica e valore del lavoro.

## Obiettivi
Gli obiettivi della clinical governance nelle organizzazioni sanitarie sono l'ottimizzazione delle risorse, l'economicità nell'impiego delle risorse e l'abbattimento delle diseconomie, il miglioramento continuo delle prestazioni e la soddisfazione dell'assistito (Customer Satisfaction).

## Ambito di applicazione
L'ambito di applicazione sono le aziende sanitarie e i loro modelli organizzativi : i dipartimenti, i distretti e le unità operative. Le aree di intervento sono sei: le prestazioni, la qualità, la cultura, l'unità d'intenti, le infrastrutture e i supporti, la sicurezza.
Il concetto di Governance Clinica si applica sia a strutture di grandi dimensioni come un'azienda sanitaria o un polo scientifico sia, attraverso la delega con responsabilizzazione attiva, alle sottostrutture di piccole dimensioni, che le compongono, come i reparti di un ospedale, sia alle piccole strutture autonome dalla dotazione finanziaria limitata, come i consultori.
La clinical governance non è quindi "il governo sui clinici" e neppure il "governo da parte dei clinici", ma è uno dei terreni più importanti nei quali i diversi professionisti e le organizzazioni sanitarie devono mettere a frutto le loro competenze (evidence-based), possono sviluppare i rispettivi ambiti di autonomia e sono chiamati dagli altri stakeholder (i pazienti, i finanziatori, le comunità locali) a rispondere delle loro scelte e del loro modo di operare.
In numerose strutture sanitarie dell'Emilia-Romagna, la Governance Clinica si è concretizzata nell'istituzione di Consigli di Sorveglianza eletti al proprio interno dal personale amministrativo, medico e delle professioni sanitarie (esclusa la dirigenza sanitaria e amministrativa) per i quali c'è l'obbligo di consultazione e di rilasciare pareri scritti non vincolanti al direttore sanitario e amministrativo in tema di sperimentazioni cliniche, acquisti, investimenti.

## Terminologia
Sono usati come sinonimi di "Governance Clinica", anche clinical governance, la terminologia anglosassone adottata poi nel mondo e, impropriamente, "governo clinico", che della precedente è una traduzione errata.
La traduzione diretta di Clinical nel nostro aggettivo "clinica" non è corretta in quanto può generare malintesi. Clinical si riferisce all'ambiente in cui si esercita la medicina e non all'insegnamento e l'applicazione della diagnostica e della terapia.
La parola Governance in lingua italiana è intraducibile. Dovendo dare una definizione italiana al concetto Governance dovremmo dire: la Governance è una maniera di gestire l'ambiente sanitario che da una parte è incurante delle discipline, ma dall'altra è alla base della multidisciplinarità, è operazionale e si basa su come vengono fatte le cose; al contempo è da considerarsi una visione etica del lavoro nella quotidianità. La Clinical Governance non è quindi il governo clinico né tanto meno il "governo dei clinici" o il "governo sui clinici". Il "governare la clinica" è solo una componente della clinical governance il cui scopo è quello di creare un ambiente in cui possa svilupparsi l'eccellenza nell'assistenza sanitaria.